# Is It In
Is It In ist ein Album des US-amerikanischen Jazzsaxophonisten Eddie Harris, das 1973 aufgenommen und 1974 bei Atlantic veröffentlicht wurde. Das Album erreichte Platz 100 der Billboard 200.

## Rezension
Die Rezension von Allmusic, die vier von fünf Sternen für das Album vergaben, stellte fest:
Eddie Harris macht eine radikale Wendung in Richtung elektronischem R & B auf dieser knallenden, unternehmungslustigen LP mit Grooves, humorvollen One-Off-Skizzen und anderen vielseitigen Arbeiten. Angetrieben von einem Standard-Drum-Kit und protzig klingenden elektrischen Bongos finden sich hier einige der unwiderstehlichsten Grooves von Harris („Funkaroma“, „Look Ahere“).

## Titelliste
Alle Titel wurden, soweit nicht anders vermerkt, von Sarah E. Harris komponiert.
1. Funkorama (Eddie Harris, Billy James, Ronald Muldrow, Rufus Reid) – 4:58
2. Happy Gemini – 3:01
3. Is It In (Muldrow) – 3:35
4. It's War (Harris, James, Muldrow) – 6:20
5. Space Commercial (Harris, James, Muldrow) – 5:28
6. Look a Here – 3:48
7. These Lonely Nights – 5:46
8. House Party Blues (Harris, Muldrow, Reid, James) – 8:03
9. Tranquility & Antagonistic – 4:15